# 株式会社ニシノコンサル
『株式会社ニシノコンサル』は、インターネットテレビ局AbemaTVのAbemaSPECIALチャンネルで2018年8月17日 から配信するトークバラエティ番組。副題は「その悩み、この男が解決します。」。

## 概要
お笑いコンビ・キングコングの西野亮廣、SHOWROOM株式会社代表取締役社長・前田裕二の2人をホストに、毎週ビジネスに悩めるゲストを招き、さまざまな打開アイディアを出し合いコンサルティングしていくトーク番組。AbemaGOLDEN 9枠。番組サイドでは「ビジネスリアリティ番組」と位置づけている。
初回前週となる8月10日に『エゴサーチTV』において西野がビジネスアイディアを提示した場面をまとめた総集編が配信され、エゴサーチTVの事実上後継番組となっている。
番組中発したアイディアはツイッターで議事録としてまとめ、ゲストとして登場した相談者だけでなく視聴者も自由に活用可能となっている。
番組名の「株式会社」はあくまで設定上であったが、2018年12月までに実際に起業。MCの西野には事後報告だった。
2019年3月29日配信分を持って毎週配信という形にピリオド。4月25日から毎月第4木曜よる20時から2時間配信という配信形態に変更される。
2020年3月26日、第39回で最終回となる。法人としての株式会社ニシノコンサルは、臨時株主総会の決議により2020年3月31日に解散した。

## 出演者

### レギュラーMC
- MC - 西野亮廣

### ブレーン
毎回1名ないし2名が出演。西野とともにアイディアを提供する。
- 前田裕二（隔週→ゲストブレーン）
- 箕輪厚介（隔週→ゲストブレーン）[1]
- VANQUISH石川涼（ゲストブレーン、2019年12月23日[9] ‐）
- 中田敦彦（ゲストブレーン、2019年1月25日 ‐）
- 近藤千尋（ゲストブレーン、2019年2月22日 ‐）[10]

### アシスタント
後方の席でアイディアを視聴者向けにまとめる役割。ナレーションも担当。松本降板以降は毎週1名、月一変更以降は2名が出演。2019年6月以降は1名となる。
- アシスタント - 西澤由夏（2019年6月27日 ‐ 2020年1月23日、3月26日）
- アシスタント - 藤田かんな（2020年2月27日）

### 過去の出演者
- アシスタント - 松本有紗[注 1]（2018年8月17日 ‐ 2019年1月10日）
- アシスタント - 楫真梨子（2019年1月18日）
- アシスタント - 安藤咲良（2019年2月14日 ‐ 5月23日）
- アシスタント - 高橋茉莉（2019年3月29日）
- アシスタント - 堀江聖夏（2019年4月25日）
- 須藤憲司[11]（2020年1月23日）

## スタッフ
- プロデューサー：福浦大祐[12]、武石政人、佐熊礼子[13]
- アシスタントプロデューサー：井口恭子、藤田紗矢香[13]
- ディレクター：村上直美、大田久美子、家迫香澄、大田善紀
- 収録協力：CANDY（2018年10月19日配信分まで）
- 制作協力：IVS41[14]
- 制作著作：AbemaTV、AbemaProduction[12]